# 南浦和
南浦和（みなみうらわ）は、埼玉県さいたま市南区の町名。現行行政地名は南浦和一丁目から南浦和四丁目。住居表示実施地区。郵便番号は336-0017。

## 地理
さいたま市の南部、南区の中央部に位置する。南浦和第一土地区画整理事業によって整備された区域であり商業地及び住宅地として利用される。全域が市街化区域である。ごく僅かだが生産緑地地区も地内で見られる。一丁目から四丁目が置かれ、大半が鉄道用地である四丁目は飛地になっている。

### 地価
住宅地地価は、2022年（令和4年）1月1日の公示地価によれば、南浦和三丁目13-13の地点で35万7000円/m2となっている。

## 歴史
南浦和駅新設に伴い、周辺地区の区画整理が計画された。東北本線の線路より東を「南浦和第一土地区画整理」事業地とし、西側を「第二土地区画整理」事業地とした。1954年（昭和29年）12月20日、建設大臣は都市計画法第十三条第一項の規定により浦和市大字大谷場字小池下、字仲町、字横枕の全域と大字大谷場字北原、字上町、字下町、字一ツ木の一部、さらに前地町一丁目と岸町八丁目の各一部、約二十四万坪（80 ha）の区域を南浦和第一土地区画整理として浦和市に施行するよう命じ、1955年（昭和30年）2月12日、建設省告示百二十号によって都市計画事業南浦和第一土地区画整理として施行し、昭和33年度までの完了を命じた。
一方、1962年（昭和37年）3月31日には浦和都市計画南浦和第二土地区画整理事業計画を認可され、同年4月17日埼玉県告示第二百三十六号によって告示された。施行地区の名称は浦和市大字大谷場字北原、字一ツ木の各一部と大字根岸字北原の全域、大字根岸字神明、字根岸前の各一部、大字文蔵字荒苦、字水深、字郷前の各一部である。
その後住居表示を施行、大谷場の一部を編入し、東側が南浦和、西側が南本町となった。

### 地名の由来
この地が旧浦和市の南部であることに由来する。

### 沿革
- 1889年（明治22年）3月31日以前 - 現在の南浦和の多くの部分が北足立郡大谷場村に属した。
- 1889年（明治22年）4月1日 - 郡区町村編制法により大谷場村が周辺諸村と合併し[8]、現在の南浦和四丁目を除いて谷田村の一部となる。
- 1932年（昭和7年）4月1日 - 谷田村は浦和町へ編入される[8]。
- 1934年（昭和9年）2月11日 - 浦和町が市制施行、浦和市となる[9][8]。
- 1961年（昭和36年）7月1日 - 国鉄南浦和駅開業。
- 1964年（昭和39年）4月1日 - 住居表示実施により大字大谷場の一部から南浦和一丁目〜三丁目が成立[7][10]。
- 1980年（昭和55年）11月1日 - 大字文蔵の一部から南浦和四丁目が成立[11]。
- 2001年（平成13年）5月1日 - 浦和市が与野市、大宮市と合併しさいたま市となり、さいたま市の町名となる。
- 2003年（平成15年）4月1日 - さいたま市が政令指定都市に移行、南区内となり、さいたま市南区の町名となる。

## 世帯数と人口
2017年（平成29年）9月1日現在の世帯数と人口は以下の通りである。
| 丁目         | 世帯数    | 人口     |
| ------------ | --------- | -------- |
| 南浦和一丁目 | 1,465世帯 | 2,928人  |
| 南浦和二丁目 | 1,947世帯 | 3,598人  |
| 南浦和三丁目 | 3,469世帯 | 7,279人  |
| 南浦和四丁目 | 135世帯   | 218人    |
| 計           | 7,016世帯 | 14,023人 |

## 小・中学校の学区
市立小・中学校に通う場合、学区（校区）は以下の通りとなる。
| 丁目         | 番地    | 小学校                     | 中学校                   |
| ------------ | ------- | -------------------------- | ------------------------ |
| 南浦和一丁目 | 全域    | さいたま市立大谷場小学校   | さいたま市立大谷場中学校 |
| 南浦和二丁目 | 1〜36番 | さいたま市立大谷場小学校   | さいたま市立大谷場中学校 |
| 南浦和二丁目 | その他  | さいたま市立大谷場東小学校 | さいたま市立大谷場中学校 |
| 南浦和三丁目 | 全域    | さいたま市立大谷場東小学校 | さいたま市立大谷場中学校 |
| 南浦和四丁目 | 全域    | さいたま市立文蔵小学校     | さいたま市立大谷場中学校 |

## 交通

### 鉄道
- JR京浜東北線、武蔵野線
  - 南浦和駅

### 道路
- 埼玉県道34号さいたま草加線
- 馬場先通り
- 舟山通り
- 田島通り
- 南大通り
- 南陸橋通り

## 地域

### 公園・緑地
- 葉根木公園（一丁目）
- 御嶽公園（二丁目）
- 大谷場公園（二丁目）
- 浦和弁天公園（二丁目）
- 舟山公園（三丁目）
- さくら公園（三丁目）
- もみじ公園（三丁目）

### 施設
一丁目
- さいたま市立大谷場小学校
- 大谷場共同自治会館
- さいたま・たいよう保育園

二丁目
- 埼玉りそな銀行南浦和支店
- 埼玉縣信用金庫
- 南浦和たいよう保育園

三丁目
- 大谷場保育園
- のぞみ幼稚園
- コンフォール南浦和（旧南浦和団地）
- 南浦和団地内郵便局
- 南浦和三丁目自治会館